# Dictyocyclus hydrangeae
Dictyocyclus hydrangeae är en svampart som beskrevs av Sivan., W.H. Hsieh & Chi Y. Chen 1998. Dictyocyclus hydrangeae ingår i släktet Dictyocyclus och familjen Parmulariaceae.   Inga underarter finns listade i Catalogue of Life.